# Baltazaria nigribasalis
Baltazaria nigribasalis is een insect dat behoort tot de orde vliesvleugeligen (Hymenoptera) en de familie van de gewone sluipwespen (Ichneumonidae). De wetenschappelijke naam van de soort werd in 1931 gepubliceerd door Uchida.